# Paraeuchaeta modesta
Paraeuchaeta modesta är en kräftdjursart som beskrevs av Brodsky 1950. Paraeuchaeta modesta ingår i släktet Paraeuchaeta och familjen Euchaetidae. Inga underarter finns listade i Catalogue of Life.